# Jules Terlinden
Jules Marie Xavier Terlinden (Gent, 18 maart 1828 - Schaarbeek, 22 april 1908) was een Belgisch senator.

## Biografie
Jules Terlinden was een telg uit de familie Terlinden. Hij was een zoon van Charles Terlinden, kapitein van de Burgerwacht in Gent, en Marie-Isabelle De Ghendt. Hij was een oom van burggraaf Georges Terlinden, procureur-generaal bij het Hof van Cassatie, en baron Paul Terlinden, advocaat, burgemeester van Rixensart en volksvertegenwoordiger.
Hij trouwde met Delphine Dubois.
Na studies aan de Militaire School in Brussel werd hij:
- leerling onderluitenant (1846),
- aangeduid voor het stafpersoneel (1848),
- opgenomen in het corps van het stafpersoneel (1851),
- attaché bij de school voor de paardrijkunst (1851),
- attaché bij het tweede regiment kurassiers (1852),
- bevorderd tot luitenant (1853),
- bevorderd tot kapitein (1857),
- bevorderd tot majoor (1870),
- professor tactiek en strategie aan de krijgsschool (1870).

In 1888 werd hij onafhankelijk senator voor het arrondissement Brussel en vervulde dit mandaat tot in 1892.
In tegenstelling tot zijn broers werd hij niet in de adel opgenomen, hoewel hij soms als 'jonkheer' wordt vermeld (onder meer bij De Paepe en Raindorf).